# Wybrzeże Hobbsa

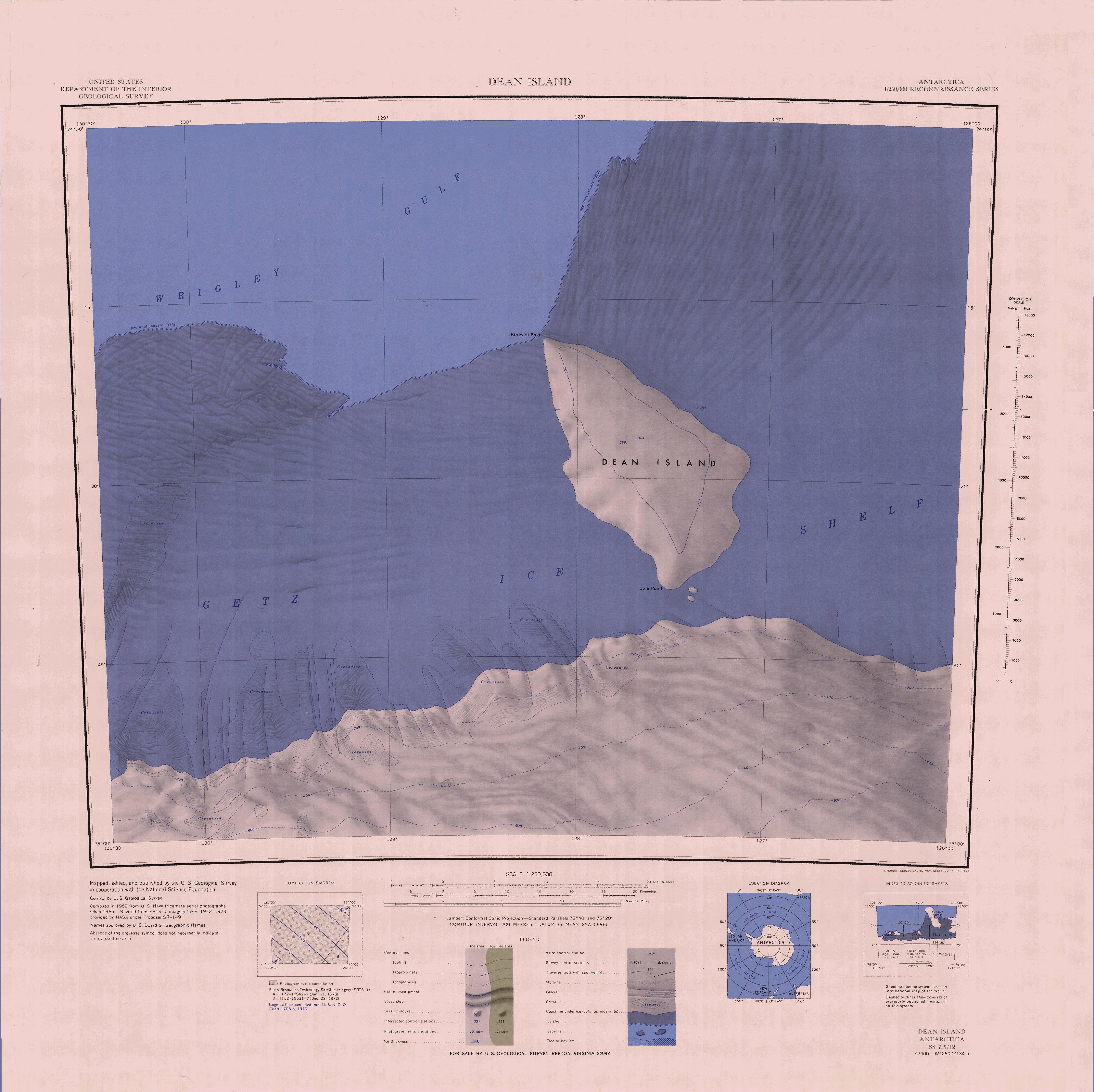
Mapa Dean Island i wschodniej części wybrzeża Hobbsa

Wybrzeże Hobbsa (ang. Hobbs Coast) – część wybrzeża Ziemi Marii Byrd, pomiędzy Wybrzeżem Bakutisa a Wybrzeżem Rupperta.
Granice tego wybrzeża wyznaczają: od zachodu Cape Burks, a od wschodu punkt wybrzeża leżący naprzeciw Dean Island. Zostało odkryte przez U.S. Antarctic Service w latach 1939-41. Wybrzeże zbadali dokładnie pracownicy United States Geological Survey w latach 1959-65. Nazwa upamiętnia prof. Williama H. Hobbsa, glacjologa specjalizującego się w badaniach obszarów polarnych.